# Baltasar Brum

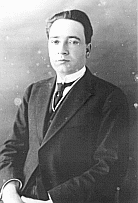
Baltasar Brum

Baltasar Brum, vollständiger Name Baltasar Brum Rodríguez, (* 18. Juni 1883 in Cuaró, Departamento Salto (heute Departamento Artigas); † 31. März 1933 in Montevideo) war ein uruguayischer Rechtsanwalt, Diplomat, Politiker und Präsident des Landes von 1919 bis 1923.
Seine politischen Überzeugungen waren geprägt durch den früheren Präsidenten José Batlle y Ordóñez, unter dem er von 1913 bis 1915 als Bildungsminister arbeitete; nach 1915 war er Innenminister und danach unter Präsident Feliciano Viera Außenminister. In dieser Funktion setzte sich Brum für freundschaftliche Beziehungen zu den USA ein.
Während seiner Amtszeit versuchte er, die Wirtschaft seines Landes zu stabilisieren, sah sich aber einer breiten Opposition aus seiner eigenen Partei (Partido Colorado) und von Luis Alberto Herrera von der Partido Nacional gegenüber.
Am 31. März 1933, nachdem sich Gabriel Terra an die Macht geputscht hatte, unternahm Brum einen dilettantischen Aufstandsversuch gegen Terra. Nachdem er aber im Laufe des Tages erkannt hatte, dass er keinen Erfolg haben würde, beging er in Montevideo auf offener Straße Suizid. Er wurde 49 Jahre alt. Sein Bruder Alfeo Brum wurde später Vizepräsident von Uruguay.
1927 war Brum Präsident der Banco Hipotecario del Uruguay.